# 離線網頁瀏覽器
離線網頁瀏覽器是一種把網頁內容從互聯網下載到用戶的電腦上的工具。過去這種離線網頁瀏覽器的主要用途是為了克服低速的互聯網連線速度，使一般用戶能夠利用有限的上線時間而能夠瀏覽更多的內容。不過，現時這些工具主要都是用於備份的用途，或把網上的即時產生網頁變成可以隨時翻看的內容。
由於用途的改變，使這些軟件的設計上亦要作出轉變和適應。例如：為了使用戶在沒有互聯網連線的情況下（例如：大型會議的演講廳）要演示網頁的頁面，一些工具會容許用戶在下載網頁後重新構建網頁的架構，使演示者在示範下載版的網頁時有如真的在瀏覽真實的網頁一樣。又例如，為了使用戶下載得來的檔案可以燒錄在CD-R上，軟件須能夠幫助用戶替下載的檔案改名，以便檔案能夠放入光碟內的目錄中。

## 著名的離線網頁瀏覽器
- Teleport Pro
- WebZip

## 外部連結
- WebZIP Offline Browser （页面存档备份，存于）
- HTTrack Website Copier （页面存档备份，存于）
- The WWWOFFLE Homepage （页面存档备份，存于）
- Offline Explorer Pro - reliable and powerful offline browserю Supports all modern Internet technologies (flash, stream protocols, etc) （页面存档备份，存于）
- Index of offline browsers at download.com